# Sinan Pascià
Sinan Pascià, nome completo Sinanüddin Yusuf Pasha, (... – Costantinopoli, 21 dicembre 1553), è stato un ammiraglio ottomano.
Prestò servizio nella Marina ottomana dal 1550 al 1553, durante il regno di Solimano il Magnifico. Era di origine croata, predecessore di Piyale Pascià e fratello del Gran visir Damat Rüstem Pasha, che a sua volta era sposato con Mihrimah Sultan, unica figlia di Solimano il Magnifico.

## Biografia
Sinan Pascià e Turgut Reis collaborarono in diverse spedizioni nel Mediterraneo, particolarmente verso le coste dell'Italia e del Nord Africa. Sinan non era un esperto di questioni militari come Turgut Reis, che era il comandante più popolare tra gli ammiragli e capitani della marina, e questo causava spesso un conflitto tra i due. In un incidente dopo la conquista ottomana di Tripoli nel 1551, l'intera flotta ottomana lasciò Sinan Pascià sulla riva e seguì Turgut Reis nel Tirreno, dichiarando che avrebbero accettato solo Turgut come loro comandante. Turgut Reis, tuttavia, considerò che si trattasse di ammutinamento e tradimento e ordinò loro di tornare indietro.
Disturbato da questo conflitto, ma preferendo il talento di Turgut Reis, Solimano ordinò a Sinan Pasha di "fare tutto ciò che diceva Turgut". La maggior parte dei marinai ottomani di quel tempo, però, credevano che Turgut Reis meritasse il rango di Sinan Pasha.
Esistono descrizioni contrastanti sul carattere di Sinan Pasha. Lo storico ottomano Peçevî scrisse che "Sinan Pasha era un uomo orgoglioso e megalomane che non ascoltava le opinioni e le lamentele degli altri. Aveva uno sguardo freddo". Tuttavia, uno storico spagnolo dell'epoca scrisse che "Sinan Pasha era un uomo alto e robusto, con un bel viso e un cuore galante. Egli era anche molto gentile".
Sinan Pasha morì il 21 dicembre 1553 nel suo palazzo di Costantinopoli, e venne poi sepolto nella Moschea di Mihrimah Sultan a Scutari, progettata dal grande architetto Sinan.
Sinan Pasha ordinò la costruzione di una grande moschea che portava il suo nome nel distretto di Beşiktaş e aveva chiesto di essere sepolto lì, ma la moschea non venne completata in tempo. Anche se aveva due figlie e un figlio, lasciò la sua intera fortuna a sua cognata Mihrimah Sultan, la figlia di Solimano I e moglie di suo fratello, il gran visir Rüstem Pasha.